# 竹俣氏
竹俣氏（たけのまたし/たけまたし）は、日本の氏族の一つ。
佐々木盛綱を祖とする佐々木党であり、加地氏の庶流。鎌倉時代から安土桃山時代までの越後北部の国人で、他の加地氏庶流の新発田氏・中条氏などと共に「揚北衆」と呼ばれた。
竹俣氏が竹俣を称したのは、加地季綱のときの1413年（応永20年）ごろ、居館の北楯の内の竹やぶに二俣の竹が生え、のち城郭を竹俣城（新潟県新発田市三光）に移したあとも二俣の竹が生えたので、加地の姓を改めて竹俣と称したと言い伝えられている。子孫は上杉氏の重臣、米沢藩侍組分領家として続き、竹俣当綱は上杉鷹山（治憲）の米沢藩の改革に尽くした。
また分家の竹俣義秀は初め保科氏を称したが、保科正之をはばかって実家の姓にもどして以降、竹俣氏を称した。この家は「竹俣西家」と呼ばれ、後にこの分家も侍組分領家となる。
竹俣氏の末裔で現在存命の人物としては、フジテレビアナウンサー（将棋の元女流棋士）の竹俣紅がいる。なお、旧米沢藩及び米沢市では「たけのまた」と読むが、竹俣紅は「たけまた」である。

## 一族
- 竹俣季綱
- 竹俣清忠
- 竹俣清綱
- 竹俣為綱
- 竹俣慶綱
- 竹俣当綱

### 系図
江戸時代の竹俣家については米沢藩#分領家（14戸）を参照。
```
　┃

佐々木盛綱

　┃

加地信実
（佐々木信実）
　┣━━━━━┳━━━━━┳━━━━━┳━━━━━━┳━━━━━━┳━━━━━━┓

磯部秀忠
　　　
実秀
  　　　
時秀
　　　
信重
　　　　
磯部時基
　　　
倉田義綱
　　　
佐々氏綱

(
磯部氏
へ)（
加地氏
へ）（
新発田氏
へ）　┣━━┳━━┳━━┓
　　　　　　　　　　　　　　　　　　 朝綱　章綱　泰綱　重章
　　　　　　　　　　　　　　　　　　　　　　┃
　　　　　　　　　　　　　　　　　　　　　 在綱
　　　　　　　　　　　　　　　　　　　　　　┃
　　　　　　　　　　　　　　　　　　　　　 時綱
　　　　　　　　　　　　　　┏━━━┳━━━┫
　　　　　　　　　　　　 竹俣季綱　清基　　友綱
　　　　　　　　　　　　　　┃
　　　　　　　　　　　　　 清忠
　　　　　　　　　　　　　　┃
　　　　　　　　　　　　　 
清綱
  
　　　　　　　　　　　　　　┣━━━┓
　　　　　　　　　　　　　 
為綱
　　
昌綱

　　　　　　　　　　　　　　┃　　　┣━━━━┓
　　　　　　　　　　　　　 
慶綱
　　清秀　　　重綱
　　　　　　　　　　　　　　┃
　　　　　　　　　　　　　 
勝綱

　　　　　　　　　　　　　　┃
　　　　　　　　　　　　（数代略）
　　　　　　　　　　　　　　┃
　　　　　　　　　　　　　 
本綱

　　　　　　　　　　　　　　┃
　　　　　　　　　　　　　 
当綱

　　　　　　　　　　　　　　┃
　　　　　　　　　　　　　 
厚綱
```